# Globulina (protista)
Globulina es un género de foraminífero bentónico de la Ssubfamilia Polymorphininae, de la familia Polymorphinidae, de la superfamilia Polymorphinoidea, del suborden Lagenina y del orden Lagenida. Su especie-tipo es Polymorphina (Globulina) gibba. Su rango cronoestratigráfico abarca desde el Calloviense (Jurásico medio) hasta la Actualidad.

## Discusión
Clasificaciones previas incluían Globulina en la superfamilia Nodosarioidea.

## Clasificación
Se han descrito numerosas especies de Globulina. Entre las especies más interesantes o más conocidas destacan:
- Globulina gibba

Un listado completo de las especies descritas en el género Globulina puede verse en el siguiente anexo.